# Sanderlei Parrela
Sanderlei Claro Parrela (Santos, 7 ottobre 1974) è un ex velocista brasiliano, specializzato nei 400 metri piani, argento mondiale su questa gara a Siviglia 1999 a tempo di primato sudamericano.
4º ai Giochi di Sydney 2000 nella gara individuale e attuale detentore del record sudamericano dei 400 metri piani.

## Biografia
In carriera, a livello internazionale, vanta anche due ori, sempre sui 400 metri, ai Campionati ibero-americani di atletica leggera, di Medellín 1996 e Rio de Janeiro 2000.
Ancora argento ai Giochi panamericani 1999 di Winnipeg, ma con la staffetta 4×400 metri brasiliana.

## Record sudamericani
- 400 metri piani: 44"29 ( Siviglia, 25 agosto 1999) - Attuale detentore

## Palmarès
| Anno | Manifestazione  | Sede     | Evento      | Risultato | Prestazione | Note                |
| ---- | --------------- | -------- | ----------- | --------- | ----------- | ------------------- |
| 1999 | Mondiali        | Siviglia | 400 m piani | Argento   | 44"29       | Record sudamericano |
| 2000 | Giochi olimpici | Sydney   | 400 m piani | 4º        | 45"01       |                     |